# شلدون ادلسون
شِلدون گرَی اَدلسون (به انگلیسی: Sheldon Gary Adelson)؛ (زادهٔ ۴ اوت ۱۹۳۳ – درگذشتهٔ ۱۱ ژانویه ۲۰۲۱) سرمایه‌دار اهل ایالات متحده آمریکا و بنیان‌گذار، سهام‌دار عُمده، رئیس هیئت مدیره، و مدیر عامل اجرایی لاس وگاس سندز بود. شرکت لاس‌وگاس سَندز، مالک بسیاری از هتلها، سالن‌های گردهمایی و کازینوها در سراسر جهان از جمله در شهرهای لاس وگاس در ایالات متحده آمریکا، ماکائو در چین و سنگاپور بود. ادلسون همچنین صاحب امتیاز روزنامه اسرائیلی، اسرائیل هیوم بود.
وی یهودی‌تبار بود و تا پایان عمر، ده‌ها میلیون دلار به سازمان‌های عمدتاً یهودی در سراسر جهان، کمک مالی کرد. در دوران ریاست‌جمهوری دونالد ترامپ برخی ترامپ را تحت تأثیر ادلسون دانستند و خروج از برجام و انتقال پایتخت اسرائیل از تل اویو به اورشلیم (بیت‌المقدس) نیز به خواست او انجام شده‌است.
در سال ۲۰۱۹ که آمریکا نیروهای نظامی اش را در خاورمیانه گسترده‌تر کرده بود، وبگاه لوبلاگ طی تحلیلی با اشاره حمایت مالی گسترده وی از ترامپ در جریان برنامه انتخاباتی اش در مجلس نوشت ترامپ یک دلیل ۲۵۹ میلیون دلاری برای حمله به ایران دارد.
وی از بمباران اتمی ایران حمایت کرد.

## تحصیلات
شلدون ادلسون به کالج شهری نیویورک می‌رفت، اما پیش از فارغ‌التحصیلی ترک تحصیل کرد.

## زندگی خصوصی و خانواده

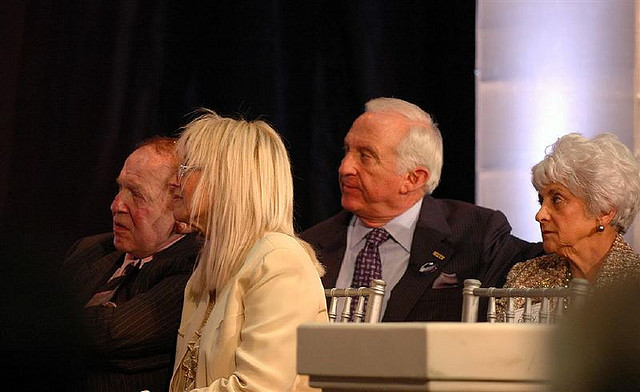
شِلدون اَدلسون در کنار همسرش مریم

شلدون ادلسون فردی خودساخته است. او در خانواده‌ای فقیر زاده شد. پدر او یک راننده تاکسی در شهر بوستون بود.
در سال ۱۹۷۰ میلادی با ساندرا ادلسون ازدواج کرد که از او ۳ فرزند دارد و در ۱۹۸۸ به‌صورت توافقی جدا شدند. شلدون ادلسون در سال ۱۹۹۱ میلادی، با یک پزشک اسرائیلی به نام میریام آکشورن ازدواج کرد. دو فرزند پسر حاصل این ازدواج هستند.

## دیدار با رضا پهلوی و اهدا جایزه
وی سال ۲۰۱۶ در جریان چهارمین مراسم جایزه سالانه بین‌المللی قهرمان ارزش‌های یهودی گالا (annual Champions of Jewish Values International Awards gala) در یادبود هولوکاست با رضا پهلوی دیدار داشت. این مراسم سالانه توسط شلدون ادلسون و جمعی دیگر از دوستانش در نیویورک برگزار می‌شود. در این مراسم از رضا پهلوی تقدیر شد و جایزه سالانه به او و افراد دیگری از جمله دختر مارتین لوتر کینگ جونیور اهدا شد.

## تأثیرگذاری سیاسی

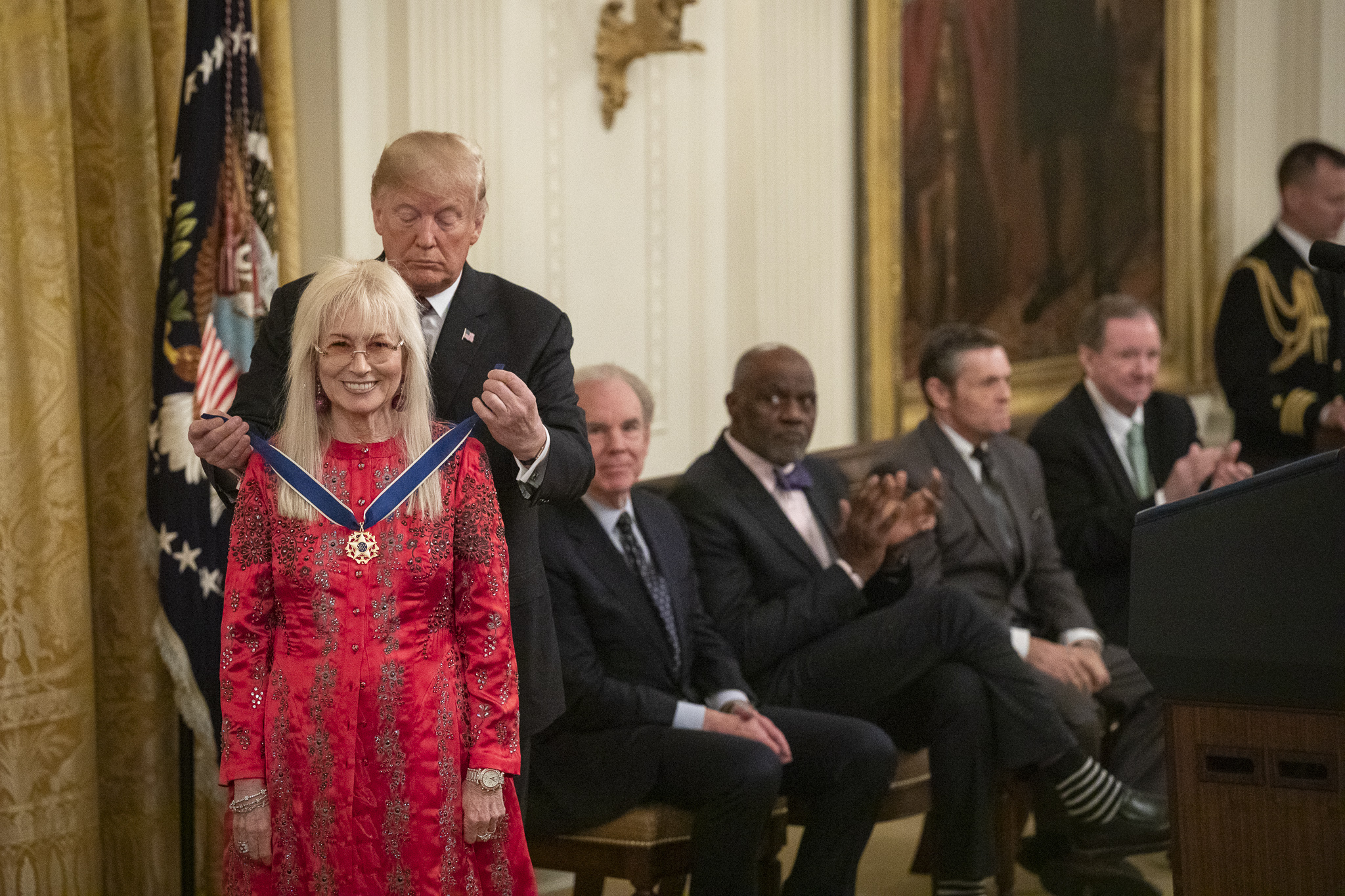
ترامپ به ماریام ادلسون همسر شلدون ادلسون مدال اهدا می‌کند. ترامپ طی نشست «شورای آمریکای اسرائیلی» (Israeli American Council) در محله هالیوود در ایالت فلوریدا گفته بود: «به شلدون ادلسون گفتم به نظرت بزرگ‌ترین کاری (که من برای اسرائیل انجام دادم) چه بوده؛ انتقال پایتخت اسرائیل به اورشلیم (قدس) یا به رسمیت شناختن ارتفاعات جولان به عنوان خاک اسرائیل؟ او پاسخ داد: هیچ‌کدام، بزرگ‌ترین کاری که برای اسرائیل انجام دادید لغو و پایان دادن به توافق … (برجام) بود که در دولت باراک اوباما بدست آمد».

شلدون ادلسون مالک روزنامه عبری اسرائیل هیوم و از پشتیبانان مالی عُمده حزب جمهوری‌خواه در ایالات متحده آمریکا و حزب لیکود در اسرائیل بود. وی هم‌چنین از دوستان شخصی بنیامین نتانیاهو، نخست‌وزیر اسرائیل است و کمک‌های گسترده مالی‌اش به سازمان‌های لابی‌گر و مراکز پژوهشی پشتیبان اسرائیل در واشینگتن، دی.سی. او را به یکی از پر نفوذترین پشتیبانان گروه‌های طرفدار تحریم علیه ایران و برخورد نظامی با ایران تبدیل کرده‌است.
شلدون ادلسون، یکی از مخالفان سیاسی سرسخت باراک اوباما رئیس‌جمهور پیشین ایالات متحده آمریکا بود. وی در انتخابات سال ۲۰۱۲ میلادی، بیش از ۶۰ میلیون دلار کمک مالی به گروه‌های سیاسی پشتیبان نوت گینگریچ و سپس میت رامنی، رقیب جمهوری‌خواه اوباما کرد.

### پیشنهاد بمباران اتمی ایران
وی در اظهارنظری در اکتبر ۲۰۱۳ در میزگردی در دانشگاه یشیوا گفت که به باور او برای وادار کردن ایران به توقف برنامه هسته‌ای‌اش، «رئیس‌جمهور آمریکا باید به ارتش دستور بدهد یک بمب اتمی بر روی کویر ایران بیندازند سپس به رئیس‌جمهور ایران تلفن بزند و بگوید: آن بمب را دیدی؟ بمب اتمی بعدی در تهران فرود خواهد آمد. اگر بر موضع سرسختانه خود پافشاری کنید به کلی محو خواهید شد». پس از این اظهارات، شرکت وی (سندز کورپ) شاهد یک حمله سایبری به سرورهای این شرکت در لاس‌وگاس گردید که منجر به حذف اطلاعات و داده‌های درایوهای کازینوها و قفل شدن درهای هتل‌های آن شد.

## تأمین مالی و هدایت تحریم حکومت ایران
او از حامیان اصلی انتخاباتی ترامپ بود و بیش از ۲۵۰ میلیون دلار از هزینه‌های انتخاباتی وی را پرداخته بود و پس از آن سیاست خارجی ترامپ را به سمت خروج از برجام، وضع بی‌سابقه‌ترین تحریم‌های تاریخ علیه جمهوری اسلامی ایران هدایت کرد.
او پیش از این نیز در سال ۲۰۱۱ و همزمان با بالا گرفتن تنش و احتمال حمله اسرائیل به ایران، بیش از یک میلیون دلار به بنیاد دفاع از دموکراسی‌ها حمایت کرده بود.